# Chaetomitrium seramense
Chaetomitrium seramense är en bladmossart som beskrevs av Hiroyuki Akiyama 1999. Chaetomitrium seramense ingår i släktet Chaetomitrium och familjen Hookeriaceae. Inga underarter finns listade i Catalogue of Life.